# Орлімонта-1 тема
Те́ма Орлімонта-1 — тема в шаховій композиції в багатоходівці. Суть теми — маневр білого короля, який розв'язує свою фігуру і ходить по трикутнику з метою виграшу темпу або заманювання чорної фігури на невигідне поле.

## Історія
Ідею запропонував на початку XX століття шаховий композитор П. Орлімонт.
У початковій позиції біла фігура зв'язана і білий король, розв'язуючи свою фігуру, своїми ходами по трикутнику робить маневр, при якому знову приходить на поле, яке залишив, але при цьому білі виграють темп. При наступному ході чорні погіршують свою позицію, що й використовується білими для досягнення мети.
Ідея дістала назву — тема Орлімонта-1, оскільки є ще інша ідея цього шахового композитора.
|   | a | b | c | d | e | f | g | h |   |
| 8 | e8 чорний король · f8 білий слон · a7 чорний пішак · e7 білий пішак · a6 чорний ферзь · b5 білий кінь · e5 білий кінь · a4 білий слон · e2 білий король | e8 чорний король · f8 білий слон · a7 чорний пішак · e7 білий пішак · a6 чорний ферзь · b5 білий кінь · e5 білий кінь · a4 білий слон · e2 білий король | e8 чорний король · f8 білий слон · a7 чорний пішак · e7 білий пішак · a6 чорний ферзь · b5 білий кінь · e5 білий кінь · a4 білий слон · e2 білий король | e8 чорний король · f8 білий слон · a7 чорний пішак · e7 білий пішак · a6 чорний ферзь · b5 білий кінь · e5 білий кінь · a4 білий слон · e2 білий король | e8 чорний король · f8 білий слон · a7 чорний пішак · e7 білий пішак · a6 чорний ферзь · b5 білий кінь · e5 білий кінь · a4 білий слон · e2 білий король | e8 чорний король · f8 білий слон · a7 чорний пішак · e7 білий пішак · a6 чорний ферзь · b5 білий кінь · e5 білий кінь · a4 білий слон · e2 білий король | e8 чорний король · f8 білий слон · a7 чорний пішак · e7 білий пішак · a6 чорний ферзь · b5 білий кінь · e5 білий кінь · a4 білий слон · e2 білий король | e8 чорний король · f8 білий слон · a7 чорний пішак · e7 білий пішак · a6 чорний ферзь · b5 білий кінь · e5 білий кінь · a4 білий слон · e2 білий король | 8 |
| 7 | e8 чорний король · f8 білий слон · a7 чорний пішак · e7 білий пішак · a6 чорний ферзь · b5 білий кінь · e5 білий кінь · a4 білий слон · e2 білий король | e8 чорний король · f8 білий слон · a7 чорний пішак · e7 білий пішак · a6 чорний ферзь · b5 білий кінь · e5 білий кінь · a4 білий слон · e2 білий король | e8 чорний король · f8 білий слон · a7 чорний пішак · e7 білий пішак · a6 чорний ферзь · b5 білий кінь · e5 білий кінь · a4 білий слон · e2 білий король | e8 чорний король · f8 білий слон · a7 чорний пішак · e7 білий пішак · a6 чорний ферзь · b5 білий кінь · e5 білий кінь · a4 білий слон · e2 білий король | e8 чорний король · f8 білий слон · a7 чорний пішак · e7 білий пішак · a6 чорний ферзь · b5 білий кінь · e5 білий кінь · a4 білий слон · e2 білий король | e8 чорний король · f8 білий слон · a7 чорний пішак · e7 білий пішак · a6 чорний ферзь · b5 білий кінь · e5 білий кінь · a4 білий слон · e2 білий король | e8 чорний король · f8 білий слон · a7 чорний пішак · e7 білий пішак · a6 чорний ферзь · b5 білий кінь · e5 білий кінь · a4 білий слон · e2 білий король | e8 чорний король · f8 білий слон · a7 чорний пішак · e7 білий пішак · a6 чорний ферзь · b5 білий кінь · e5 білий кінь · a4 білий слон · e2 білий король | 7 |
| 6 | e8 чорний король · f8 білий слон · a7 чорний пішак · e7 білий пішак · a6 чорний ферзь · b5 білий кінь · e5 білий кінь · a4 білий слон · e2 білий король | e8 чорний король · f8 білий слон · a7 чорний пішак · e7 білий пішак · a6 чорний ферзь · b5 білий кінь · e5 білий кінь · a4 білий слон · e2 білий король | e8 чорний король · f8 білий слон · a7 чорний пішак · e7 білий пішак · a6 чорний ферзь · b5 білий кінь · e5 білий кінь · a4 білий слон · e2 білий король | e8 чорний король · f8 білий слон · a7 чорний пішак · e7 білий пішак · a6 чорний ферзь · b5 білий кінь · e5 білий кінь · a4 білий слон · e2 білий король | e8 чорний король · f8 білий слон · a7 чорний пішак · e7 білий пішак · a6 чорний ферзь · b5 білий кінь · e5 білий кінь · a4 білий слон · e2 білий король | e8 чорний король · f8 білий слон · a7 чорний пішак · e7 білий пішак · a6 чорний ферзь · b5 білий кінь · e5 білий кінь · a4 білий слон · e2 білий король | e8 чорний король · f8 білий слон · a7 чорний пішак · e7 білий пішак · a6 чорний ферзь · b5 білий кінь · e5 білий кінь · a4 білий слон · e2 білий король | e8 чорний король · f8 білий слон · a7 чорний пішак · e7 білий пішак · a6 чорний ферзь · b5 білий кінь · e5 білий кінь · a4 білий слон · e2 білий король | 6 |
| 5 | e8 чорний король · f8 білий слон · a7 чорний пішак · e7 білий пішак · a6 чорний ферзь · b5 білий кінь · e5 білий кінь · a4 білий слон · e2 білий король | e8 чорний король · f8 білий слон · a7 чорний пішак · e7 білий пішак · a6 чорний ферзь · b5 білий кінь · e5 білий кінь · a4 білий слон · e2 білий король | e8 чорний король · f8 білий слон · a7 чорний пішак · e7 білий пішак · a6 чорний ферзь · b5 білий кінь · e5 білий кінь · a4 білий слон · e2 білий король | e8 чорний король · f8 білий слон · a7 чорний пішак · e7 білий пішак · a6 чорний ферзь · b5 білий кінь · e5 білий кінь · a4 білий слон · e2 білий король | e8 чорний король · f8 білий слон · a7 чорний пішак · e7 білий пішак · a6 чорний ферзь · b5 білий кінь · e5 білий кінь · a4 білий слон · e2 білий король | e8 чорний король · f8 білий слон · a7 чорний пішак · e7 білий пішак · a6 чорний ферзь · b5 білий кінь · e5 білий кінь · a4 білий слон · e2 білий король | e8 чорний король · f8 білий слон · a7 чорний пішак · e7 білий пішак · a6 чорний ферзь · b5 білий кінь · e5 білий кінь · a4 білий слон · e2 білий король | e8 чорний король · f8 білий слон · a7 чорний пішак · e7 білий пішак · a6 чорний ферзь · b5 білий кінь · e5 білий кінь · a4 білий слон · e2 білий король | 5 |
| 4 | e8 чорний король · f8 білий слон · a7 чорний пішак · e7 білий пішак · a6 чорний ферзь · b5 білий кінь · e5 білий кінь · a4 білий слон · e2 білий король | e8 чорний король · f8 білий слон · a7 чорний пішак · e7 білий пішак · a6 чорний ферзь · b5 білий кінь · e5 білий кінь · a4 білий слон · e2 білий король | e8 чорний король · f8 білий слон · a7 чорний пішак · e7 білий пішак · a6 чорний ферзь · b5 білий кінь · e5 білий кінь · a4 білий слон · e2 білий король | e8 чорний король · f8 білий слон · a7 чорний пішак · e7 білий пішак · a6 чорний ферзь · b5 білий кінь · e5 білий кінь · a4 білий слон · e2 білий король | e8 чорний король · f8 білий слон · a7 чорний пішак · e7 білий пішак · a6 чорний ферзь · b5 білий кінь · e5 білий кінь · a4 білий слон · e2 білий король | e8 чорний король · f8 білий слон · a7 чорний пішак · e7 білий пішак · a6 чорний ферзь · b5 білий кінь · e5 білий кінь · a4 білий слон · e2 білий король | e8 чорний король · f8 білий слон · a7 чорний пішак · e7 білий пішак · a6 чорний ферзь · b5 білий кінь · e5 білий кінь · a4 білий слон · e2 білий король | e8 чорний король · f8 білий слон · a7 чорний пішак · e7 білий пішак · a6 чорний ферзь · b5 білий кінь · e5 білий кінь · a4 білий слон · e2 білий король | 4 |
| 3 | e8 чорний король · f8 білий слон · a7 чорний пішак · e7 білий пішак · a6 чорний ферзь · b5 білий кінь · e5 білий кінь · a4 білий слон · e2 білий король | e8 чорний король · f8 білий слон · a7 чорний пішак · e7 білий пішак · a6 чорний ферзь · b5 білий кінь · e5 білий кінь · a4 білий слон · e2 білий король | e8 чорний король · f8 білий слон · a7 чорний пішак · e7 білий пішак · a6 чорний ферзь · b5 білий кінь · e5 білий кінь · a4 білий слон · e2 білий король | e8 чорний король · f8 білий слон · a7 чорний пішак · e7 білий пішак · a6 чорний ферзь · b5 білий кінь · e5 білий кінь · a4 білий слон · e2 білий король | e8 чорний король · f8 білий слон · a7 чорний пішак · e7 білий пішак · a6 чорний ферзь · b5 білий кінь · e5 білий кінь · a4 білий слон · e2 білий король | e8 чорний король · f8 білий слон · a7 чорний пішак · e7 білий пішак · a6 чорний ферзь · b5 білий кінь · e5 білий кінь · a4 білий слон · e2 білий король | e8 чорний король · f8 білий слон · a7 чорний пішак · e7 білий пішак · a6 чорний ферзь · b5 білий кінь · e5 білий кінь · a4 білий слон · e2 білий король | e8 чорний король · f8 білий слон · a7 чорний пішак · e7 білий пішак · a6 чорний ферзь · b5 білий кінь · e5 білий кінь · a4 білий слон · e2 білий король | 3 |
| 2 | e8 чорний король · f8 білий слон · a7 чорний пішак · e7 білий пішак · a6 чорний ферзь · b5 білий кінь · e5 білий кінь · a4 білий слон · e2 білий король | e8 чорний король · f8 білий слон · a7 чорний пішак · e7 білий пішак · a6 чорний ферзь · b5 білий кінь · e5 білий кінь · a4 білий слон · e2 білий король | e8 чорний король · f8 білий слон · a7 чорний пішак · e7 білий пішак · a6 чорний ферзь · b5 білий кінь · e5 білий кінь · a4 білий слон · e2 білий король | e8 чорний король · f8 білий слон · a7 чорний пішак · e7 білий пішак · a6 чорний ферзь · b5 білий кінь · e5 білий кінь · a4 білий слон · e2 білий король | e8 чорний король · f8 білий слон · a7 чорний пішак · e7 білий пішак · a6 чорний ферзь · b5 білий кінь · e5 білий кінь · a4 білий слон · e2 білий король | e8 чорний король · f8 білий слон · a7 чорний пішак · e7 білий пішак · a6 чорний ферзь · b5 білий кінь · e5 білий кінь · a4 білий слон · e2 білий король | e8 чорний король · f8 білий слон · a7 чорний пішак · e7 білий пішак · a6 чорний ферзь · b5 білий кінь · e5 білий кінь · a4 білий слон · e2 білий король | e8 чорний король · f8 білий слон · a7 чорний пішак · e7 білий пішак · a6 чорний ферзь · b5 білий кінь · e5 білий кінь · a4 білий слон · e2 білий король | 2 |
| 1 | e8 чорний король · f8 білий слон · a7 чорний пішак · e7 білий пішак · a6 чорний ферзь · b5 білий кінь · e5 білий кінь · a4 білий слон · e2 білий король | e8 чорний король · f8 білий слон · a7 чорний пішак · e7 білий пішак · a6 чорний ферзь · b5 білий кінь · e5 білий кінь · a4 білий слон · e2 білий король | e8 чорний король · f8 білий слон · a7 чорний пішак · e7 білий пішак · a6 чорний ферзь · b5 білий кінь · e5 білий кінь · a4 білий слон · e2 білий король | e8 чорний король · f8 білий слон · a7 чорний пішак · e7 білий пішак · a6 чорний ферзь · b5 білий кінь · e5 білий кінь · a4 білий слон · e2 білий король | e8 чорний король · f8 білий слон · a7 чорний пішак · e7 білий пішак · a6 чорний ферзь · b5 білий кінь · e5 білий кінь · a4 білий слон · e2 білий король | e8 чорний король · f8 білий слон · a7 чорний пішак · e7 білий пішак · a6 чорний ферзь · b5 білий кінь · e5 білий кінь · a4 білий слон · e2 білий король | e8 чорний король · f8 білий слон · a7 чорний пішак · e7 білий пішак · a6 чорний ферзь · b5 білий кінь · e5 білий кінь · a4 білий слон · e2 білий король | e8 чорний король · f8 білий слон · a7 чорний пішак · e7 білий пішак · a6 чорний ферзь · b5 білий кінь · e5 білий кінь · a4 білий слон · e2 білий король | 1 |
|   | a | b | c | d | e | f | g | h |   |

1.Ke1! (tempo) ~ Zz
1. ... Da5+ 2. Kf1! Da6 3. Ke2! D~ 4. Sc7,Sd6#
          3. ... D:b5 4. L:b5#